# Parammobatodes
Genre
Parammobatodes est un genre d'abeilles de la famille des Apidae.

## Liste des espèces
Selon ITIS (11 mai 2019) :
- Parammobatodes craterus Engel, 2008
- Parammobatodes indicus (Cockerell, 1919)
- Parammobatodes maroccanus (Warncke, 1983)
- Parammobatodes minutus (Mocsáry, 1878)
- Parammobatodes nuristanus (Warncke, 1983)
- Parammobatodes rozeni Schwarz, 2003